# Instituto Federal de Roraima
El Instituto Federal de Roraima o bien el Instituto Federal de Educación, Ciencia y Tecnología de Roraima (en portugués: Instituto Federal de Educação, Ciência e Tecnologia de Roraima) es una institución de educación superior y técnica de Brasil, con sede en el estado de Roraima al norte de ese país sudamericano. El instituto fue creado por la transformación del Centro Federal de Educación Tecnológica de Roraima (CEFET -RR), que antes se llamó Escuela Técnica Federal de Roraima (ETFRR). Su Rectoría está instalada en Boa Vista, la ciudad capital del estado .
Cuenta con tres campus, a saber :
- Campus de Boa Vista (sede);
- Campus Novo Paraíso, en la zona rural de Caracaraí;
- Campus Amajari, la sede del municipio.
- Campus avanzada Bonfim, la sede del condado. Provisionalmente opera en la Escuela Estatal Argentina Castelo Branco .
- Campus Boa Vista - Zona Oeste, la sede del condado. En funcionamiento provisional en la escuela Elza Breves de Carvalho . Edificio propio en construcción.